# Liste der Bodendenkmäler in Hasloch
Auf dieser Seite sind die Bodendenkmäler in der unterfränkischen Gemeinde Hasloch zusammengestellt. Diese Tabelle ist eine Teilliste der Liste der Bodendenkmäler in Bayern. Grundlage ist die Bayerische Denkmalliste, die auf Basis des Bayerischen Denkmalschutzgesetzes vom 1. Oktober 1973 erstmals erstellt wurde und seither durch das Bayerische Landesamt für Denkmalpflege geführt wird. Die folgenden Angaben ersetzen nicht die rechtsverbindliche Auskunft der Denkmalschutzbehörde.

## Bodendenkmäler in Hasloch
| Lage       | Objekt                                                                               | Akten-Nr.     | Bild           |
| ---------- | ------------------------------------------------------------------------------------ | ------------- | -------------- |
| (Standort) | Untertägige Teile der Markuskapelle der frühen Neuzeit.                              | D-6-6122-0012 |                |
| (Standort) | Mittelalterlicher Vorgängerbau der evangelisch-lutherischen Pfarrkirche von Hasloch. | D-6-6122-0015 | weitere Bilder |